# Estádio Municipal de Lousada
O Estádio Municipal de Lousada situa-se na Avenida Amílcar Neto, em Silvares, Lousada. O recinto onde a AD de Lousada manda os seus jogos possui uma capacidade aproximada de 3.000 lugares.

## Descrição
O Estádio Municipal de Lousada é composto por 3 bancadas, uma coberta, reservada a sócios de bancada. As vertentes superiores e oeste são de peão. Regista-se, ainda, a existência de camarotes, acessíveis pelo edíficio da sede da Associação Desportiva de Lousada. Possui relva natural, 100x64, com iluminação.
1. ↑  Município de Lousada. «Estádio Municipal de Lousada». Consultado em 24 de agosto de 2024